# Imad Azoui

Imad Azoui est un boxeur marocain né le 8 juin 2000.

## Carrière
Imad Azoui remporte la médaille d'or dans la catégorie des moins de 54 kg aux Jeux panarabes de 2023 à Alger, puis aux championnats d'Afrique de boxe amateur 2023 à Yaoundé.
Il est médaillé de bronze dans la même catégorie aux Jeux africains de 2023 à Accra.
Aux Championnats d'Afrique de boxe amateur 2024 à Kinshasa, il est médaillé de bronze dans la catégorie des moins de 57 kg.